# Канатный парк
Кана́тный парк (верёвочный парк, тай-парк, скай-парк, воздушный парк развлечений, тарзан-парк, верёвочный курс) (англ. tie — «узел, связь, верёвка») — комплекс аттракционов, расположенных на высоте более двух метров. Каждый вошедший в тай-парк имеет возможность почувствовать себя альпинистом, скалолазом или просто ловким человеком. Аттракционы связаны в единую логическую цепь с общими условиями прохождения и делят на 3 группы:
- По методам подъёма
- Перемещения на высоте
- Спуска

Общая протяжённость маршрутов парка может превышать несколько километров; длина каждого маршрута — от 50—400 метров; время прохождения — от 15—50 минут.
Распространённым является и название «скай-парк» (sky — «небо»).
Тай-парк может действовать и как самостоятельный аттракцион, и в комплексе с другими оборудованными площадками для активного отдыха.

## Использование
- Тренинги командообразования
- Корпоративные мероприятия и праздники
- Спортивные состязания
- Проведение развивающих занятий со школами, детскими клубами, лагерями
- Семейные праздники и дни рождения
- Семейный отдых выходного дня

## Этимология
В русском языке долгое время не было термина для верёвочного комплекса. В разное время его называли «канатным парком», «верёвочным парком», «воздушным парком развлечений», «тарзан-парком» или «верёвочным курсом». В последние годы среди организаторов активного досуга и командообразования получило распространение и закрепилось название «тай-парк».

## История
Точная дата возникновения первого верёвочного парка неизвестна. Уже древние греки использовали комплекс воздушных препятствий для подготовки солдат. Эти курсы использовались только в армии и не были направлены на общее развитие, чем отличались от современных верёвочных парков.
В начале 1900-х французский военно-морской офицер Жорж Эбе́р (Georges Hébert) создал собственный метод гармоничного развития личности. Некоторые препятствия Эбер скопировал с верёвочных конструкций, увиденных на палубах морских судов. Курс строился на сочетании физкультурных занятий и упражнений, направленных на укрепление силы духа будущих воинов и моряков. Элементы курса Hébertism до сих пор применяют в Европе и Канаде. Есть свидетельства об использовании в десантных войсках США подготовительных верёвочных курсов и о существовании в Новой Англии в середине 1920-х годов лагеря, в котором был установлен парк из верёвок.
В 1980-х годах тай-парки получили широкое распространение в Европе и Америке. В начале 1990-х появились в России. Современные верёвочные парки имеют систему страховки. Невысокие тай-парки могут располагать над мягкой поверхностью (маты, песок). Высокие и многоуровневые тай-парки оборудуют страховочными альпинистскими тросами и рекомендованы для эксплуатации с использованием соответствующего снаряжения.
Верёвочные парки включают в себя препятствия различной сложности, от простейших, доступных человеку с минимальной физической подготовкой, до сложных спортивных препятствий. Это делает их доступными для людей практически любого возраста и уровня физической подготовки.

## Обустройство
Парк может быть расположен на открытом пространстве или помещении. Чтобы построить тай-парк понадобится массив леса или парка площадью от 1 га. Для установки площадок на деревьях нужны прямые вертикальные деревья с диаметром ствола на высоте 7 метров не менее 35 см. Деревья должны быть хвойных или твёрдых лиственных пород.
Для организации тай-парка на искусственных опорах (столбы, установленные на фундаментах) необходим участок размером не менее 20×40 метров. Очень важно, чтобы тай-парк был защищён от несанкционированного доступа. Для удобства монтажа нужна возможность подъезда автотехники.